# دهستان تشویر
تشویر، دهستانی است از توابع بخش گیلوان شهرستان طارم در استان زنجان ایران.